# 카야 토스트
카야 토스트(영어: Kaya Toast)는 카야잼으로 만들어진 토스트이다. 설탕이나 코코넛 밀크, 판단잎, 때때로 마가린이나 버터가 토핑으로 나오기도 한다. 토스트로서 나오는 경우가 많지만 일부는 이 음식이 크래커라고 간주한다. 싱가포르의 국가요리 중 하나이다.
싱가포르에서 카야 토스트는 아주 유명하며 의 일부 지역에서는 카야 토스트를 주식으로 삼는다. 살짝 익힌 계란을 카야 토스트와 함께 곁들여 먹기도 한다. 싱가포르와 의 많은 커피 하우스에서 카야 토스트를 커피와 함께 팔기 때문에 이 지역의 사람들은 커피와 함께 카야 토스트를 먹는 경우가 많다.

## 역사
카야 토스트의 기원은 싱가포르 하이난 이민자들이 손님들에게 팔 새로운 요리를 만들고 싶어했을 때인 것으로 추정된다. 이 과정에서 만들어진 새로운 요리가 카야 토스트였다. 코코넛 잼이나 코코넛 밀크 등을 곁들이는 것은 역시 같은 시기에 시작되었다.
2021년 6월, 대한민국 편의점 체인인 CU는 "싱가포르 고메 여행 시리즈"의 일환으로 모든 매장에서 카야 토스트를 판매하기 시작했다고 발표했다.

## 같이 보기
- 카야
- 토스트